# Уйдененское водохранилище
Уйдененское водохранилище (Уйденинское водохранилище, Уйденское водохранилище, каз. Үйдене бөгені) — малое водохранилище, расположенное на реке Уйдене в Зайсанском районе Восточно-Казахстанской области, Казахстан. Введено в эксплуатацию в 1966 году. Объем водохранилища 75 млн куб. метров. Входит в состав Уйденской оросительной системы, которая помимо водохранилища включает еще 4 оросительных канала. Водохранилище обеспечивает орошение 10 тысяч гектар земель и водоснабжение шести населённых пунктов и города Зайсан. С 2010-х годов плотина водохранилища находится в аварийном состоянии и угрожает прорывом дамбы посёлкам, находящимся ниже по течению реки Уйдене.

## Название
Водохранилище называется по реке Уйдене, на которой оно расположено. При этом, если в казахском языке название водохранилища «Үйдене бөгені» общепринято, то в русском языке используются различные формы, такие как «Уйдененское», «Уйдене», «Уйденинское», «Уйденское» или «Уйденеское».

## Описание
Водохранилище расположено в Зайсанском районе Восточно-Казахстанской области, Казахстан, у подножия Саурского хребта, в среднем течении реки Уйдене. Высота верхнего бьефа плотины — 820 м над уровнем моря. Запланированный полный объём водохранилища составляет 75 500 000 м³, при расчётной площади водного зеркала в 4,4 км² и длине береговой линии 21,2 км. Площадь водосбора водохранилища — 634 км², средний водоприток — 55 м³ в секунду. При средней глубине 19,3 м максимальная достигает 63,5 м.
Плотина водохранилища каменно-набросная и является уменьшенной моделью плотины Нурекской ГЭС. Оросительная система помимо водохранилища включает в себя 200,2 км каналов, из которых 20,2 км приходится на 4 магистральных. Система орошает поля и сады на площади примерно в 13 000 га; также из неё ведётся водоснабжение 6 крупных посёлков и части города Зайсан.
Плотина Уйдененского водохранилища имеет 3 шлюза, также водоспуск осуществляется через агрегаты Зайсанской ГЭС.

## Фауна
Ихтиофауна водохранилища в первую очередь представлена ускучём, молодь которого, по некоторым данным, в 1970-х годах регулярно выпускали в водохранилище местные жители. На 2019—2020 годы популяция ускуча в Уйдененском водохранилище отличалась от основной популяции в озере Маркаколь меньшими размерами особей и более короткими плавниками.
В орнитофауне Уйдененского водохранилища встречаются преимущественно рыбоядные виды, прилетающие сюда на кормёжку с озера Зайсан. Среди них отмечены большой баклан, черношейная поганка, озёрная чайка, хохотунья и речная крачка. К гнездящимся на водохранилище птицам относятся огарь и большой крохаль. С начала 2010-х годов по причине низкого уровня воды в водохранилище, поддерживаемого из-за плохого состояния плотины, разнообразие и численность птиц, гнездящихся на нём, значительно снизились.

## История
Водохранилище было сооружено в 1966 году на реке Уйдене в рамках постройки одноимённой оросительной системы. Наполнение водохранилища происходило постепенно, в 1982 году его объём оценивался в 38 000 000 м³, годом позже эта цифра упала до 30 000 000 м³.
После распада СССР водохранилище осталось в государственной собственности и стоит на балансе комитета водных ресурсов Республики Казахстан.
На 2007 год водохранилище было наполнено не полностью — площадь зеркала составляла 3,8 км². В середине 2010-х годов плотина водохранилища находилась в аварийном состоянии. В 2016 году была начата её реконструкция, остановленная в 2018 из-за обнаружения в ходе проверки несоответствий работ проекту. На тот момент из трёх шлюзов остался действующим только один, что угрожало прорывом и подтоплением посёлков, находящихся ниже по течению Уйдене, с общим числом жителей примерно в 10 000 человек, а также прекращением водоснабжения примерно в 3000 домов.
В мае 2024 года было объявлено о завершении проекта реконструкции плотины Уйдененского водохранилища. На этот момент водохранилище работало в транзитном режиме: при наполнении до отметки 60 % происходил сброс всей поступающей воды. Сами работы в мае 2025 года по заявлению акима Восточно-Казахстанской области Нурымбета Сактаганова было запланировано начать с октября.